# Trifrons

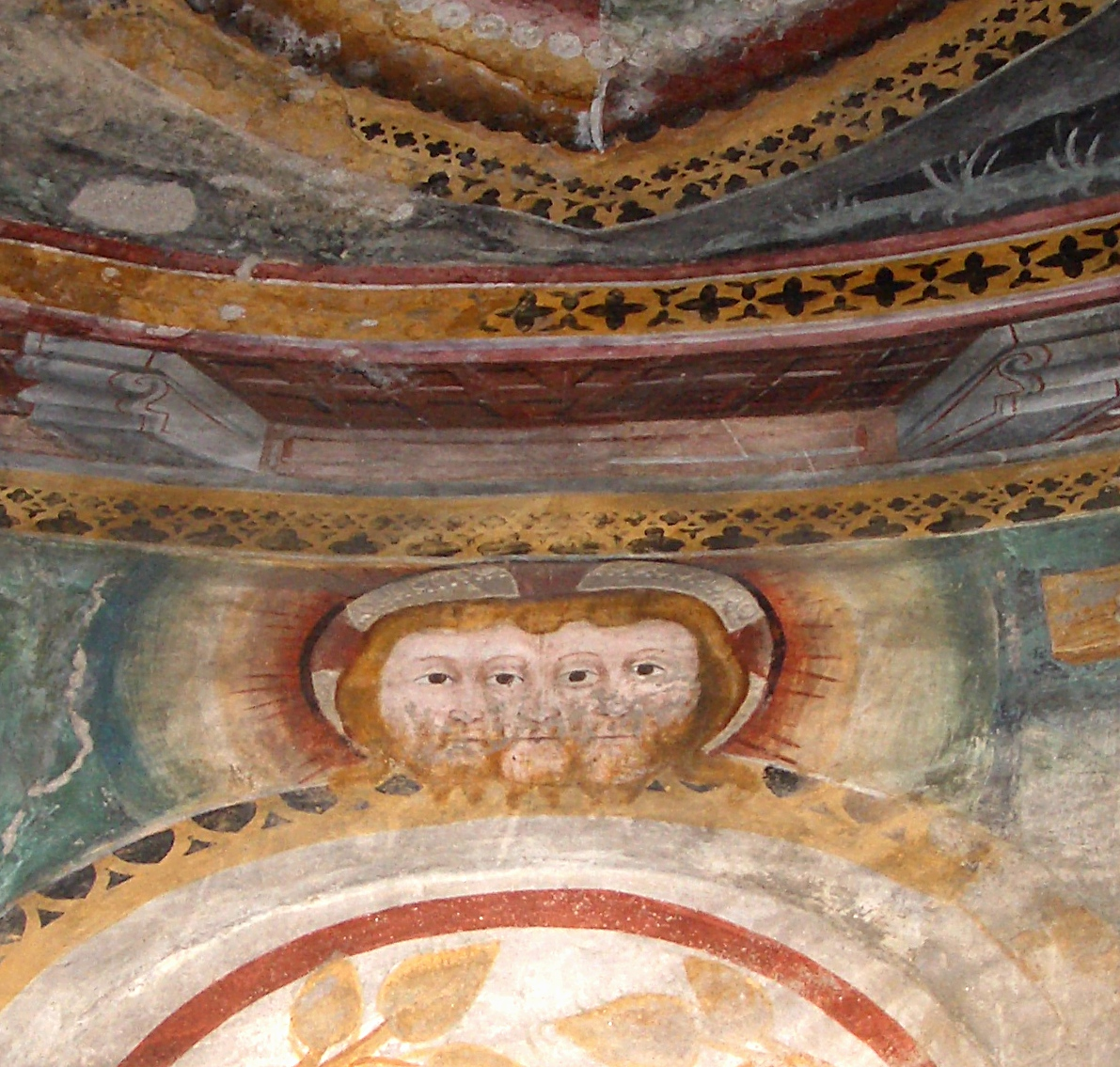
Trifrons- bzw. Trinitäts-Fresko in der Kirche San Nicola (Giornico) (um 1478)

Beim Trifrons bzw. genauer: vultus trifrons (deutsch „dreistirniges Antlitz“ oder „Dreigesicht“), auch Trivultus oder Tricephalus genannt, handelt es sich um eine visuelle Darstellung von drei Gesichtern in einem, so dass sich diese drei Gesichter vier Augen teilen. Die Bedeutung dieser Darstellung ist zumeist unklar – in den meisten Fällen dürfte es sich um eine künstlerische Spielerei handeln.

## Beispiele

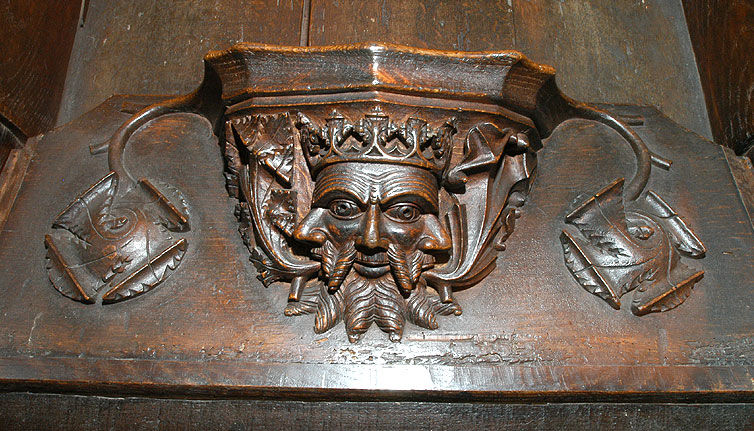
Miserikordie im Chorgestühl der ehemaligen Prioratskirche von Cartmel, Lancashire, Nordwestengland

In der Kunstgeschichte sind zahlreiche Beispiele bei den Römern und Kelten nachweisbar und immer noch erhalten, aber auch an romanischen und hochgotischen Fresken und Kapitellen tauchen sie auf – meist an der Nordseite und in untergeordneter Stellung, so beispielsweise der pidou berlu in der Kirche Notre Dame in Cluny aus dem 13. Jahrhundert. In Dantes göttlicher Komödie erscheint der Teufel als Trifrons und die mittelalterlichen Darstellungen beziehen sich zumeist auf den Antichristen.
Auch einige wenige mittelalterliche Fresken mit klarem Bezug zur christlichen Trinität sind bekannt: z. B. in der Kirche San Nicola (Giornico) aus dem 15. Jahrhundert; ein weiterer Trifrons mit Trinitätsbedeutung ist auch im Verkündigungsfresko aus der Zeit um 1400 in der Peterskirche in Basel erhalten. Im Jahr 1628 wurde die Darstellung Gottes als Trifrons von Papst Urban VIII. verboten.

## Abwandlungen
Auch Darstellungen von drei getrennten Gesichtern kommen vor – z. B. an Konsolen, an einem Kapitell oder an drei benachbarten Kapitellen.

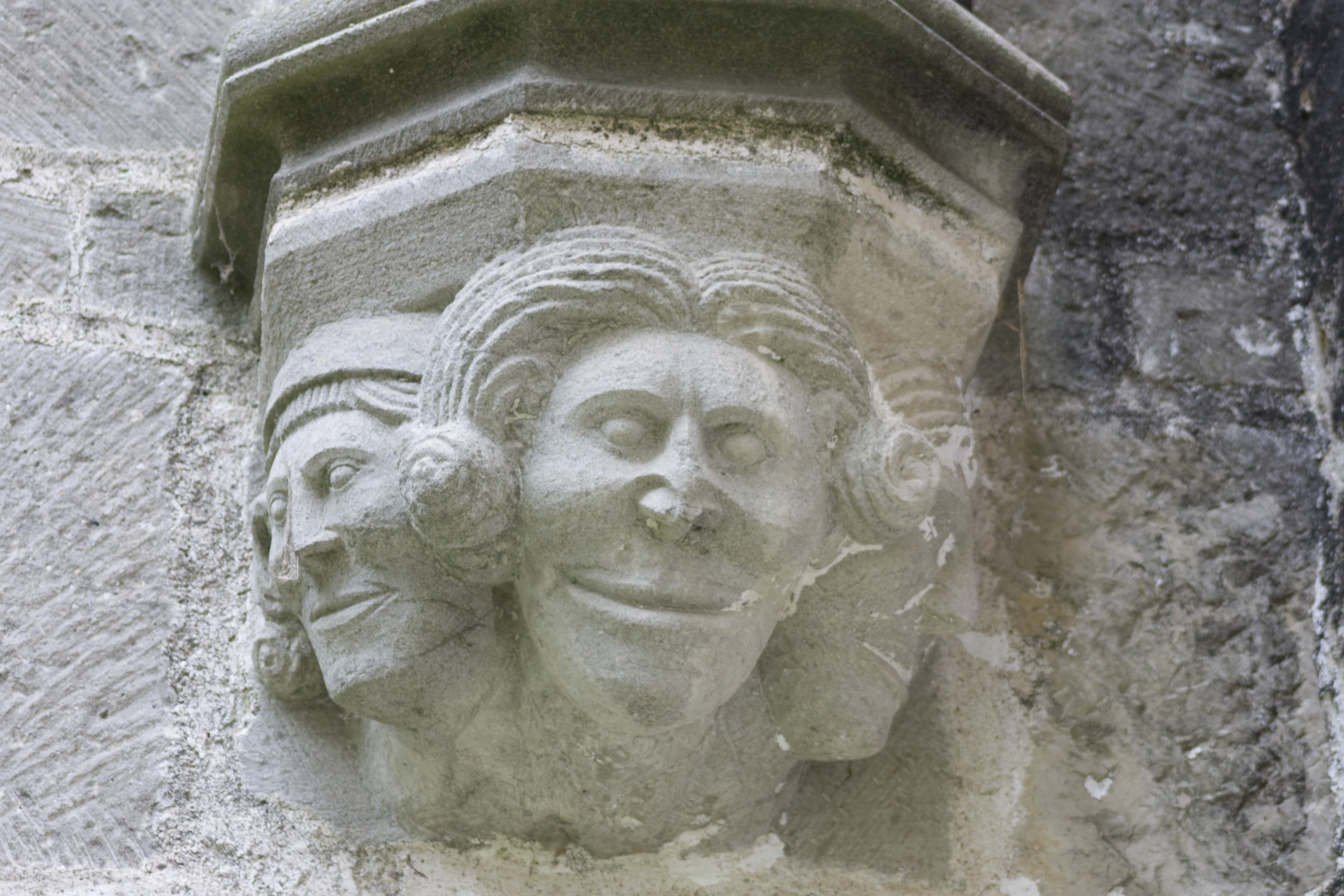
Kloster Villelongue
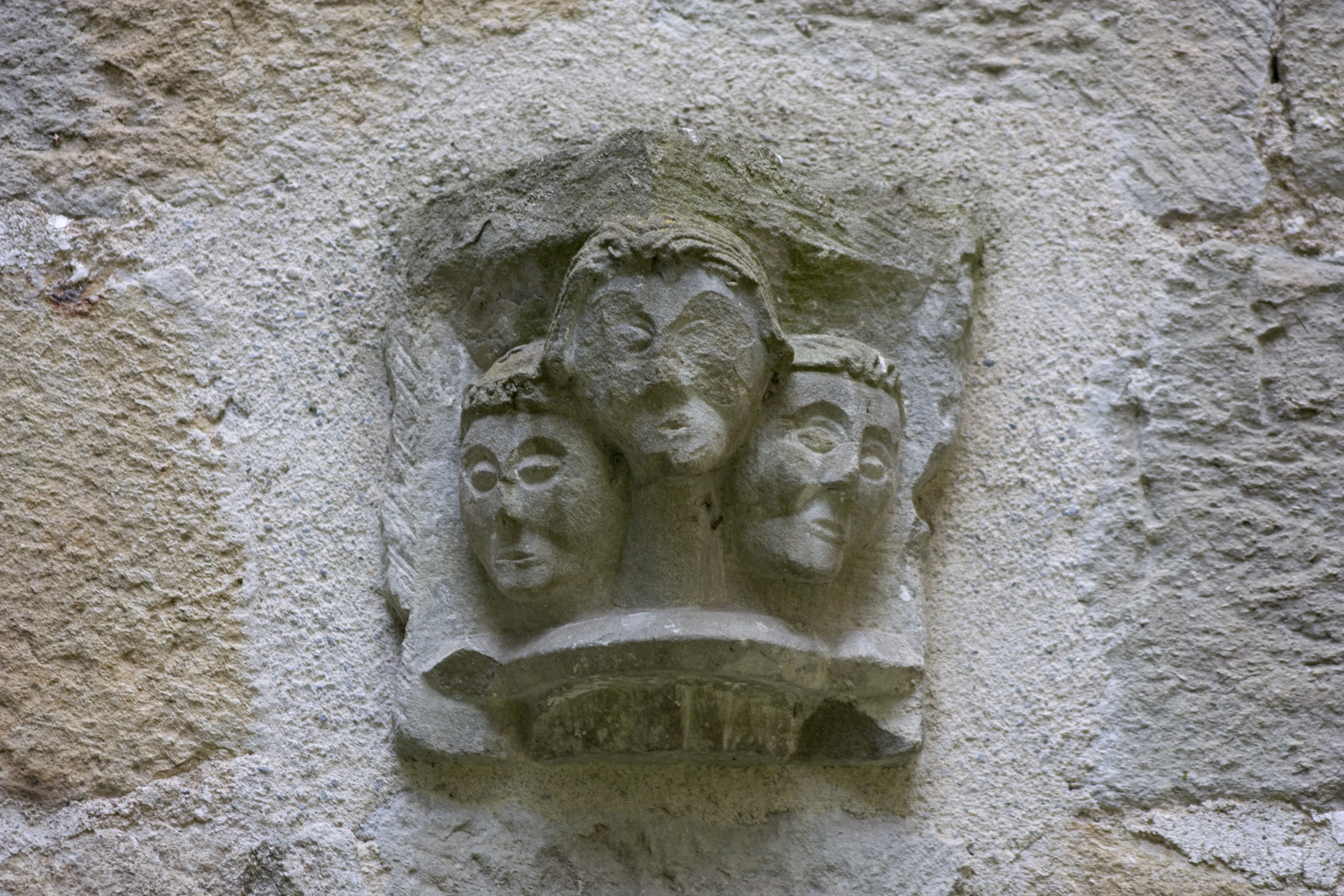
dto.
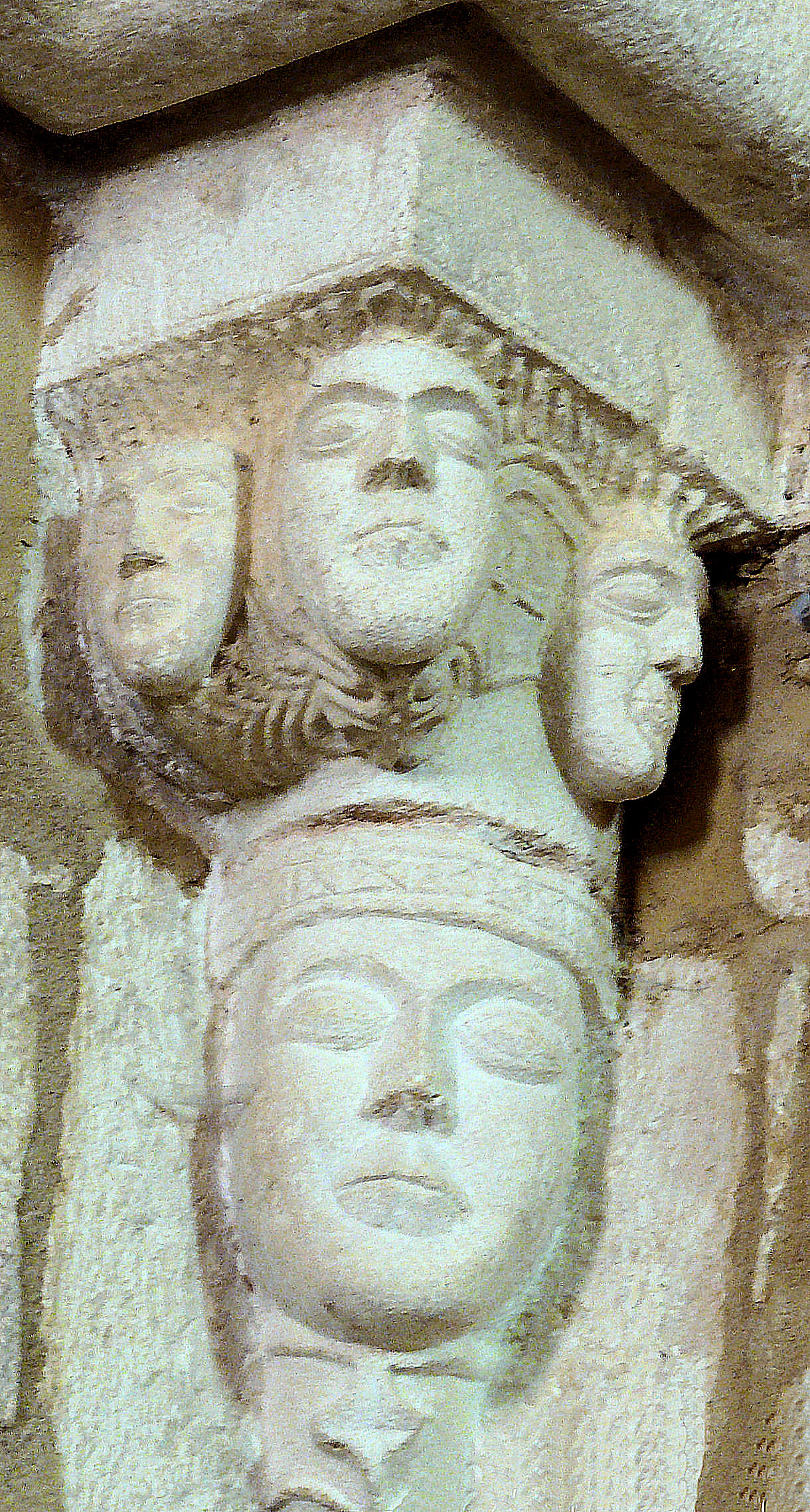
Saint-Pompont – Église Saint-Jean-Baptiste
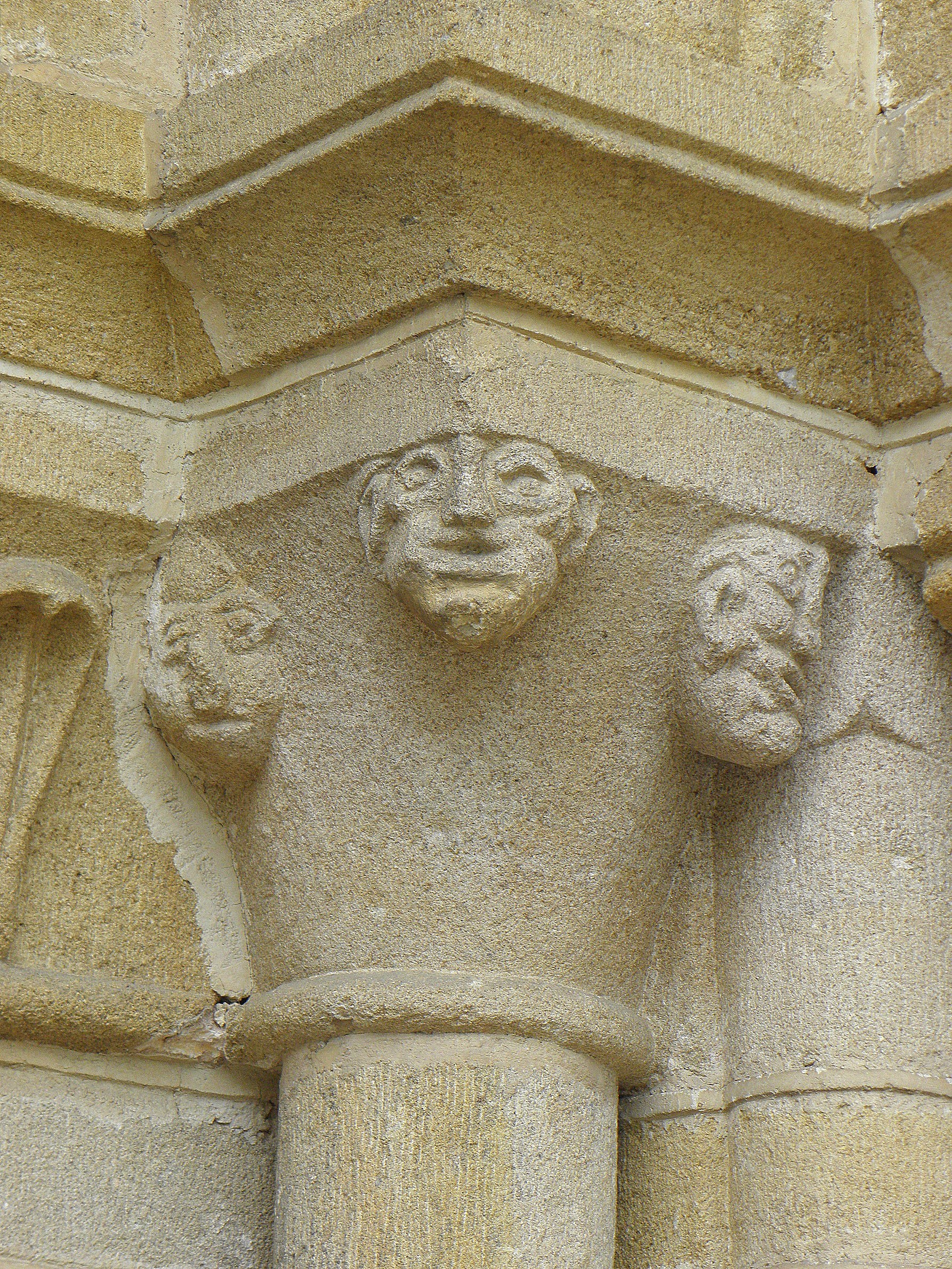
Agonges – Église Notre-Dame
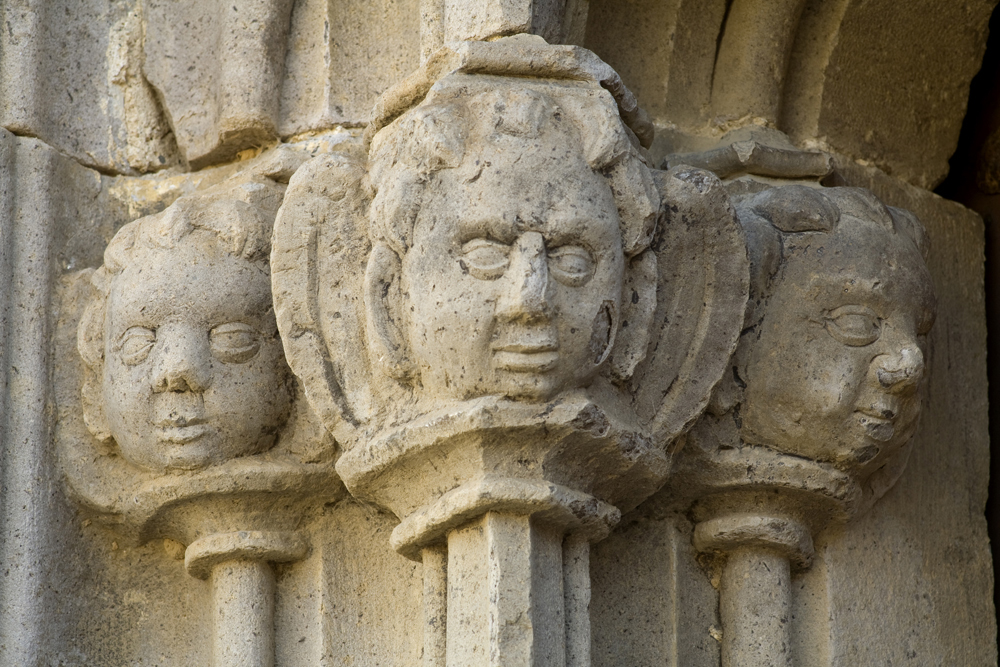
Sant Miquel de Fluvià